# Far Cry 2
A Far Cry 2 egy videójáték, amit a Ubisoft Montreal fejlesztett ki. A Far Cry sorozat második része.

## Technológia
A Ubisoft egy teljesen új rendszert fejlesztett ki, ami a Dunia nevet kapta. Ez a szó arab nyelven „világot” vagy „Földet” jelent.
Az új grafikus motor kihasználja, sőt igényli is a kétmagos processzorokat, valamint támogatja a DirectX 9 és DirectX 10 verziót is. Az új generációs grafikus motor erősségei: tűz, növekvő növényzet, időjárási rendszer, szórt fény effektus, valós idejű kosz effekt, nagyfelbontású textúrák, moduláris sérülésmodell.

## Története
A Far Cry sorozat második részében egy háború sújtotta Afrikai ország (a játékban csak "Unnamed African Country" azaz meg nem nevezett afrikai ország néven utalnak rá) 50 km²-es, kies szavannáin és dzsungeleiben kalandozhatunk hősünkkel, egy egyszerű zsoldossal, akit azért küldenek oda, hogy likvidálja az ott élő, „A Sakál” nevű rejtélyes fegyvercsempészt. Ő az, aki a két, egymással versengő frakció, a Népi Ellenállási Mozgalom, és a Munka és Felszabadítás Egyesült Frontja fővezéreit fegyverrel látja el, így biztosítva a véget nem érő csatát, amivel több ezer civil életet kockáztat. Ahhoz, hogy a játékos teljesítse a küldetést, meg kell ismernie a frakciók gyengéit, hogy aztán könnyebben egymásnak uszíthassa őket, de az is lehetséges, hogy erőszakot alkalmazva vágjon magának utat köztük.
A játéknak számos eleme van, például a karakter Afrikába érkezésekor elkapja a maláriát, melybe bele is halhat, ha nem szerez gyógyszert. Ehhez folyamatosan tartania kell a kapcsolatot a helyi pappal vagy orvossal, aki bizonyos mellékküldetéseket bíz rá (útlevelek eljuttatása az országból kimenekülő családoknak), és jutalomként az életmentő gyógyszert adja.

## Fegyverek
A játékban különféle fegyvereket lehet használni, például Star 45, Makarov, Desert eagle 50, Uzi, Mac 10, MP 5, G3-KA4, AK–47, FAL paratrooper, AR-16, PKM, M249SAW, Homeland 37 stb.

## Gépigény
Minimális PC gépigény:
- Op.rendszer: Windows® XP (SP2) vagy Windows Vista® (SP1)
- Processzor: Pentium IV 3,2 Ghz, Pentium D 2,66 Ghz AMD Athlon 64 3500+
- Videókártya: NVidia 6800 / ATI X1650 (Shader Model 3, 256 MB)
- Rendszermemória: 1 GB
- Szabad hely: ~12 GB

A játék PlayStation 3, PlayStation 4, és Xbox 360 gépeken is fut.